# Guttermouth
Guttermouth est un groupe de punk rock américain, originaire de Huntington Beach, en Californie. Le groupe compte un total de neuf albums en studio, deux albums live, et plusieurs tournées. Ils se sont surtout fait connaître lors de leur participation au Vans Warped Tour.
Ils sont assez réputés pour leurs paroles atroces et leur comportement qui est on ne peut plus explicite, offensif et fait pour choquer, néanmoins fait d'une manière humoristique et sarcastique. Ce comportement a parfois posé pas mal de problèmes au groupe, comme lorsqu'il leur a été interdit de jouer au Canada pendant plusieurs années à cause de leur nudité sur scène, ou lorsqu'ils ont dû quitter le Warped Tour en 2004 à cause d'une dispute due à leurs points de vue par rapport à la politique et leur attitude envers les autres groupes.

## Biographie

### Formation (1984–1987)
Les membres de Guttermouth commencent à jouer de la musique chacun de leur côté dans différents endroits du comté d'Orange, en Californie, dans le début des années 1980,. Le chanteur Mark Adkins joue tout d'abord dans un groupe de punk rock appelé Republic, à La Habra en 1982 (il y était bassiste), et est rejoint rapidement par le guitariste Scott Sheldon. Adkins and Sheldon resteront les deux seuls membres initiaux de Guttermouth, et quelques chansons qui ont été écrites à cette époque seront reprises plus tard par Guttermouth.
Republic se disloque en 1984, et Adkins et Sheldon prennent des chemins différents : Sheldon joue dans un groupe avec le futur batteur de Guttermouth, James Nunn, alors que Adkins essaye plusieurs autres groupes, dont un avec Nunn, ainsi que Critical Noise avec le futur guitariste de Guttermouth, Eric Derek Davis, où le batteur Tim Baulch proposera Guttermouth pour changer de nom de groupe. Cette première composition de Guttermouth joue quelques fois dans La Habra pendant quelques mois avant que Davis déménage à Huntington Beach en 1988, détruisant ainsi le groupe. Environ une année plus tard, Adkins et Nunn se sont aussi déplacés à cet endroit, alors que Sheldon quittait la Californie pour aller passer quelque temps aux Caraïbes. Lorsqu'il revient dans le comté d'Orange au début de 1989, Sheldon, Davis, Adkins, et Nunn décident de faire un groupe ensemble en reprenant le nom qu'Adkins et Davis avaient utilisé l'année précédente, Guttermouth. Ils recrutent comme bassiste Clint Weinrich. Il s'agit de la première fois qu'on pouvait vraiment parler du groupe Guttermouth : ils restent ensemble pendant six ans, et sortent deux albums ; avec Mark Adkins au chant, Scott Sheldon et Eric Davis à la guitare, Clint Weinrich à la basse et James Nunn à la batterie.

### Débuts (1989–1993)
Durant l'été 1989, Guttermouth commence à jouer à Huntington Beach et le comté d'Orange, en construisant leur propre salle de répétition. Leur musique est fortement influencée par les groupes de punk rock de Los Angeles et le comté d'Orange, comme the Adolescents, the Vandals, Social Distortion, Fear, the Descendents, Angry Samoans, Bad Religion et Black Flag. Grâce à ces influences, Guttermouth développe son propre style de punk rapide avec des paroles humoristiques, sarcastiques et offensives. Ils construisent leur réputation en faisant des concerts bordéliques, construite surtout par le fait que plusieurs membres du groupe se droguaient et buvaient régulièrement. La violence, et l'ivresse devint vite une formalité lors des concerts de Guttermouth. En 1991, ils sont demandés par le studio d'enregistrement Dr. Strange pour sortir un vinyle, Puke. Plus tard cette même année, ils font un second vinyle, Balls, et finalement leur premier album studio, Full Length LP.
Full Length est un vrai succès pour le groupe, agrandissant leur groupe de fans et leur donnant l'occasion d'aller jouer en Californie du sud avec d'autres groupes de Punk Rock. L'album fut rapidement réenregistré sous le format de CD par Dr. Strange, et un clip est tourné pour la chanson 1, 2, 3… Slam!. Le groupe continuait son chemin, développant les amitiés avec les autres groupes de Punk Rock de Orange County comme The Offspring ou The Vandals. Ils jouent ainsi la première partie de The Vandals au Ice House de Fullerton, et sont présents sur le live des Vandals, Sweatin’ to the Oldies. Guttermouth continue de vendre Full Length pendant une année et enregistre ensuite un nouveau vinyle qui comprend les chansons Veggiecide et P.C. En 1993, ils enregistrent le vinyle 11oz. pour leur nouveau label, Hopeless Records.

### Friendly People(1994)
En 1994, Full Length est enregistré pendant presque quatre ans, et les membres de Guttermouth se préparent à sortir leur deuxième album. Ils imaginaient d'abord réaliser leur album eux-mêmes, mais reçoivent rapidement une offre du chanteur des Offspring, Dexter Holland, qui, grâce au succès de son propre groupe lancent leur propre label et veulent faire le prochain album de Guttermouth. Ils acceptent et enregistrent ainsi Friendly People comme premier enregistrement pour le nouveau label de Holland, Nitro Records, et firent un clip pour la chanson End on 9. Guttermouth resteront avec Nitro pour les cinq prochaines années, réalisant un album par année.
L'année 1994 est aussi celle durant laquelle Guttermouth commence à jouer devant des publics plutôt grands. Les albums Smash des Offspring et Dookie de Green Day avaient connu un énorme succès sur les scènes californiennes. Grâce à leur amitié avec Offspring et à leur nouveau projet d'enregistrement avec Nitro, Guttermouth se sont retrouvés à leur première grande tournée nationale réservées aux plus grands groupes. Cependant, leur comportement typiquement atroce a souvent été qualifié d'"étrange" par les autres groupes, par leurs publics, et par les villes où ils jouaient. La nature des spectacles de Guttermouth était assez anarchique : consommation de drogues, attaques sur les personnes de la sécurité, nombreux blessés et destructions matérielles ; C'était assez commun dans les concerts de punk rock en Californie, mais c'était vu d'un mauvais œil dans les villes où Guttermouth fait ses représentations. Après près de six mois de tournée avec cette réputation, le groupe se retrouve interdit de donner des représentations dans un grand nombre de villes et sont assez mal vu par les groupes avec lesquels ils espéraient faire leurs tournées. Aux yeux du groupe, cependant, ce comportement paraissait normal et rester punk était une de leurs plus grandes priorités.
À un moment, ils se font renvoyer d'une tournée pendant qu'ils enregistraient Live from the Pharmacy, en Caroline du Sud. Ils continuent leurs concerts malgré leurs échecs, pendant que les ventes de Friendly People s'améliorent. Beaucoup des paroles inventées par le groupe deviennent tout simplement dingues, puisque les membres du groupe mettaient tout ce qu'il leur passait par la tête, et ils voyaient ainsi leur réputation se développer.

### Changements (1995–1999)
Les années suivantes, le groupe rentre en Californie pour des changements du groupe. Clint Weinrich se marie au printemps 1995, et n'ayant pas le temps d'une tournée en Europe, le groupe recruta Steve Rapp, un ancien ami de Nunn, qui jouait dans un groupe appelé The Grabbers. Tout se passait bien avec Rapp et il devint le bassiste officiel du groupe. Le nouveau groupe enregistre un nouvel album, Teri Yakimoto. Il s'agit d'un album continuant à être rapide et sarcastique, comme à la tradition de Guttermouth, mais devint un peu plus mélodique que les albums précédents. Le groupe continuait ses tournées, et tourna le clip de la chanson Whiskey. Avec leur popularité grandissante, Nitro Records réenregistre Full Length avec des bonus, sous le nom de The Album Formerly Known as Full Length.
En 1997, le groupe enregistre Musical Monkey, un album qui illustrait bien leur nature chaotique et leur sens de l'humour bien aiguisé. L'année suivante, ils publient Live from the Pharmacy, un album live enregistré en 1994. En 1998, Guttermouth est banni de scène au Canada pendant un an après qu'Adkins ait été accusé d'attentat à la pudeur à sa montée sur scène à Saskatoon,,,. Selon Adkins: « oh, je suis coupable [...] Ce que je faisais, c'était attraper deux jeunes girls du public pour qu'elles tiennent ce drap devant moi, et Jamie, le batteur à cette époque, disait cette incantation magique, et je restais là tout nu. » Adkins est aussi arrêté en 1995 après un concert au Glen Helen Blockbuster Pavilion à San Bernardino pour « agression avec arme mortelle » après avoir utilisé son micro pour inciter la foule à faire des émeutes.
Rapp quitte le groupe en 1999, à tel point que Nunn passera de la batterie à la basse et que le nouveau batteur, William « Ty » Smith, sera recruté. Cette année, le groupe enregistre et publie Gorgeous, leur album le plus agressif en date, et le dernier publié chez Nitro.

### Arrivée à Epitaph (2000–2004)
En 2000, Guttermouth participe au film That Darn Punk. Cette même année, le groupe signe avec le label Epitaph Records. Pour leur album Covered With Ants, publié en 2001, le groupe joue du punk rock avec des instruments qui n'ont jamais été utilisé pour leurs précédents albums comme le banjo et le fiddle. Un clip est filmé pour la chanson She’s Got the Look et le groupe continue de tourner.
Alors que Guttermouth se prépare à enregistrer un nouvel album en 2002, James Nunn quitte le groupe. Pendant que le bassiste Clint Weinrich joue pour eux en tournée, les guitaristes Eric Davis et Scott Sheldon s'occupent de la basse pour l'enregistrement de leur album. La direction musicale de l'album Gusto est différente, caractérisée par un tempo plus lent et des tendances pop et mélodiques. L'album est accueilli d'une manière mitigée par la presse spécialisée,,. En 2003, Weinrich rejoint à nouveau le groupe avec lequel il joue au House of Blues à Aneheim qui est filmé et publié par Kung Fu Recordsen coffret CD/DVD.
L'album qui suit, Eat Your Face, est publié chez Epitaph et Volcom Entertainment en 2004, et bien accueilli pour un retour aux origines. Le guitariste fondateur Eric Davis quitte le groupe et est remplacé par « Don » Horne, et l'ancien bassiste des Slick Shoes, Kevin Clark, occupe la place vacante de bassiste. Musicalement, l'album est un retour vers un son rapide, et punk rock,. À l'été 2004, Guttermouth embarque pour le Vans Warped Tour, jouant du côté du label Volcom. Réputé pour être violent, Adkins insultera souvent et ouvertement les autres groupes sur scène, déclarant que des groupes comme Simple Plan et My Chemical Romance s'occupait plus de leurs vêtements et leurs coiffures que de leur popularité et qualité musicale.

### Dernières activités (depuis 2005)
En 2005, le batteur Ty Smith quitte Guttermouth et est remplacé par Ryan Farrell. Le bassiste Kevin Clark part l'année suivante, et Clint Weinrich revient. Cette formation enregistre le dixième album du groupe, Shave the Planet, publié en 2006 par Volcom Entertainment. L'album se caractérise de nouveau par un punk rock déjanté qui traite sur de nombreux sujets. Même si Weinrich reste membre du groupe, Clark les rejoindra pour les tournées. En juin 2008, Farrell annonce le départ de Sheldon, après l'arrivée d'un quatrième enfant dans sa famille. En décembre 2008, Adkins annonce le retour du groupe au label Hopeless Records, pour célébrer son 20e anniversaire d'existence.
Après une pause et quelques polémiques à leur tournée en 2013, le chanteur Adkins part au Mexique et reforme le groupe en 2015,. Guttermouth publie chez Bird Attack Records et Rude Records, Got it Made, un EP six titres, le 15 juillet 2016.

## Membres

### Membres actuels
- Mark Adkins – chant (1988, depuis 1989)
- Justin Van Westbroek - guitare, basse (depuis 2009)[24]
- Geoff Armstrong - guitare (depuis 2012)

### Anciens membres
- Eric « Derek » Davis – guitare (1988–2004)
- Barry Burnham - guitare (1988)
- Paul « Fang » - basse (1988)
- Tim Baulch - batterie (1988)
- Scott Sheldon – guitare, claviers (1989–2008)
- Clint « Cliff » Weinrich – basse (1989–1995, 2006, 2009)
- James Nunn (Captain/Admiral James T. Nunn) – batterie (1989–1999), basse (1999–2001)
- Steve « Stever » Rapp – basse (1995–1999)
- William Tyler « Ty » Smith (credited as T. Bradford on Gorgeous) – batterie (1999–2005, 2014)
- Donald « Don » Horne – guitare (2004–2008)
- Kevin Clark – basse (membre studio et occasionnel)
- Ryan Farrell – batterie (2005–2011)
- Dave Luckett – guitare (2008–2013)
- Hunter Munich – guitare (2008–2009)
- Brandon Zinkil - guitare (2009–2010)
- Matt Wills - guitare (2010–2013)
- Alex Flamsteed - batterie (2011–2015)[25])
- Adam « The Woo » Williams - batterie, basse (2013–2014

### Discographie
- 1996 : Friendly People
- 1996 : Teri Yakimoto
- 1996 : Full Lenght LP
- 1997 : Musical Monkey
- 1998 : Live from the Pharmacy
- 1999 : Gorgeous
- 2001 : Covered With Ants
- 2002 : Gusto
- 2004 : Eat Your Face
- 2006 : Shave the Planet